# Hôtel Windsor
L'Hôtel Windsor était un établissement hôtelier ouvert de 1878 à 1981 qui se situait à Montréal dans la province de Québec au Canada. Il fut souvent considéré comme un des premiers grands hôtels construits au Canada.

## Les premières années
L'hôtel est construit entre 1875 et 1878, sous l'impulsion de six hommes d'affaires de Montréal, dont William Notman. À l'époque, la ville de Montréal est la plus grande ville de tout le Canada ainsi que la plaque tournante du commerce. Ainsi, les plans de l'hôtel sont conçus pour montrer l'importance croissante de la ville et permettre également d'accueillir les voyageurs en provenance de la gare Windsor.
L'inauguration de l'édifice a lieu en 1878 en présence de Lady Dufferin (la femme de Frederick Temple Hamilton-Temple-Blackwood, troisième Gouverneur général du Canada), de John A. Macdonald, de la Princesse Louise et de John Campbell, marquis de Lorne.
Très vite, l'hôtel devient un point de rendez-vous pour tous les voyageurs mais aussi pour tous les hommes d'affaires, politiciens, artistes et autres royalistes (?) de la ville. Sarah Bernhardt, Mark Twain, Dolores Costello, Rudyard Kipling, Fanny Davenport ou encore Lillie Langtry avaient leurs habitudes dans l'hôtel.

## L'extension
En 1906, un incendie ravage une centaine de chambres ce qui ne nuit pas à la réputation de l'hôtel mais contribue à avancer les travaux de rénovations et d'extension prévus, entre autres avec la construction d'une nouvelle aile appelée The North Annex (l'annexe Nord).
À la suite de ces travaux l'hôtel passe de 368 chambres à 750, doublant ainsi sa capacité d'accueil.

## Les grands visiteurs de l'hôtel

### La Ligue nationale de hockey
En cette époque, les propriétaires des franchises professionnelles canadiennes de hockey sur glace de                        l'Association nationale de hockey ont pour habitude de tenir leur réunion dans les salons de l'hôtel.
Le 26 novembre 1917, les présidents des Canadiens de Montréal, des Wanderers de Montréal, des Sénateurs d'Ottawa et des Bulldogs de Québec se réunissent donc et décident de créer une nouvelle ligue, la Ligue nationale de hockey (LNH), pour de cette façon exclure le président des Blueshirts de Toronto, Eddie Livingstone

### George VI et la reine Elizabeth
Les souverains du Royaume-Uni et du Canada, George VI et la reine Elizabeth, réalisant un voyage au pays, choisirent de demeurer à l'hôtel Windsor, ce qui réunit le jour de leur arrivée, le 18 mai 1939, une grande foule. La police trouvera par la suite une soixantaine d'enfants séparés de leurs parents dans la cohue qui a suivi l'arrivée du couple.

## Le déclin
En 1957, un nouvel incendie ravage près d'un tiers de l'hôtel et cette fois-ci, les dommages sont tellement importants que la partie originale doit être détruite. Il ne reste alors que l'annexe nord construite en 1906 (avec une capacité de 200 chambres).
L'hôtel continue à survivre pendant 25 ans avec la seule annexe nord mais la concurrence se fait de plus en plus sentir. En 1975, Dolores Costello réalise la soirée pour ses soixante-dix ans dans l'hôtel, soirée qui sera la dernière grande célébration de l'hôtel avant la fermeture de l'hôtel en 1981. Six ans plus tard, l'hôtel Windsor a rouvert ses portes sous la forme d'un immeuble d'affaires appelé « Le Windsor ».

## Galerie

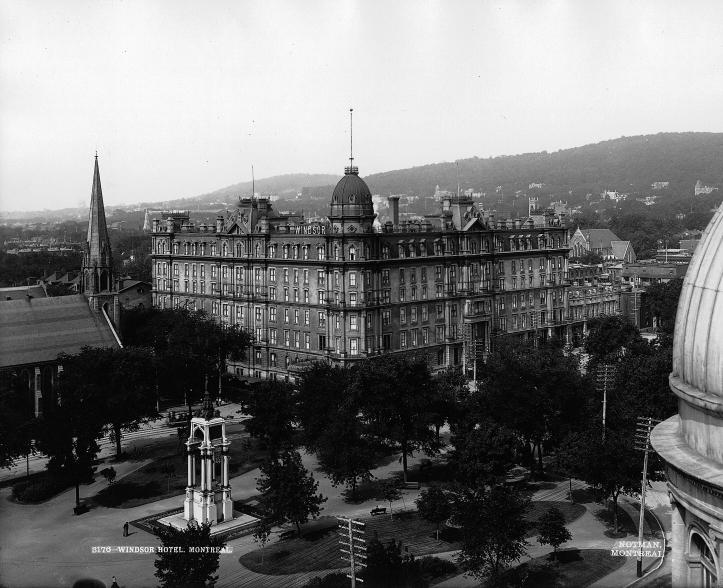
Hôtel Windsor
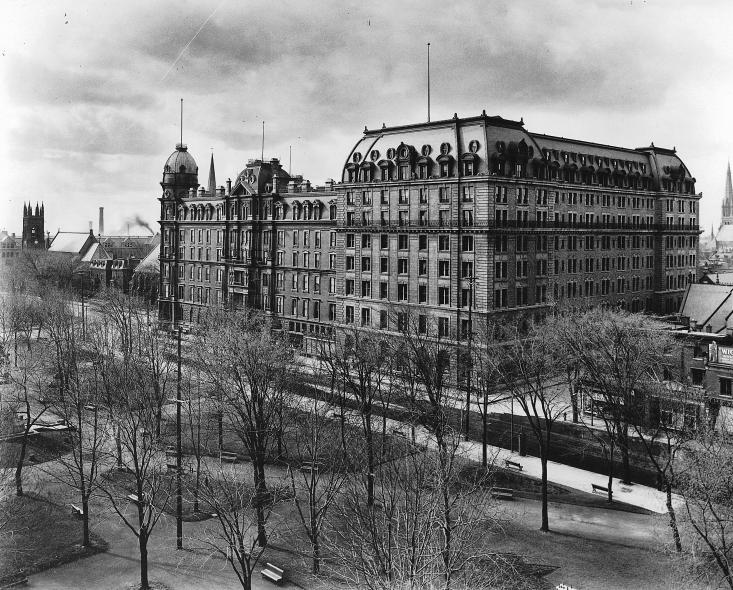
Hôtel Windsor et son Annexe Nord (1906).
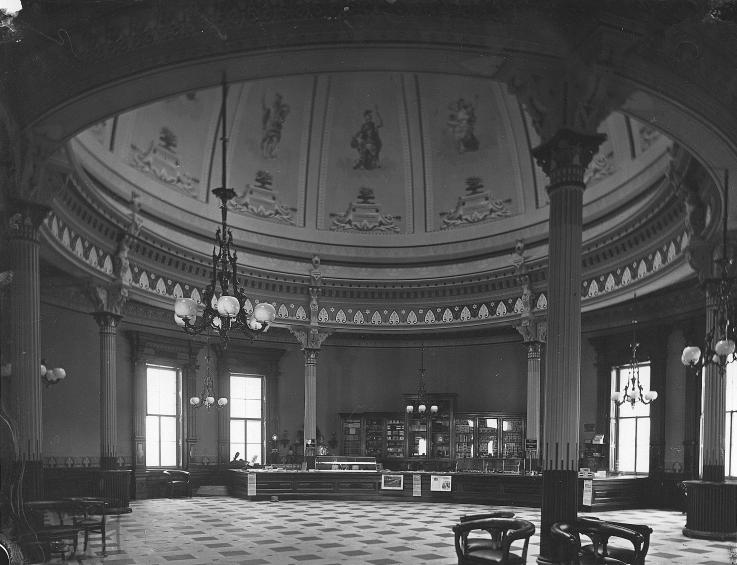
Rotunda (1878).
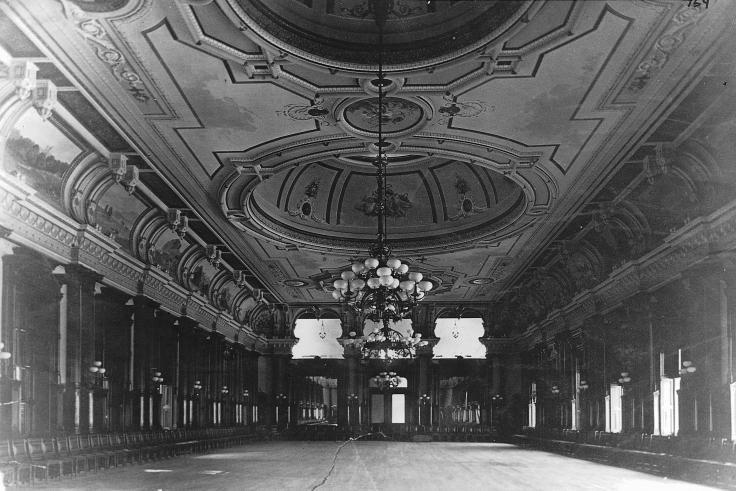
Grande Salle de bal (1878).
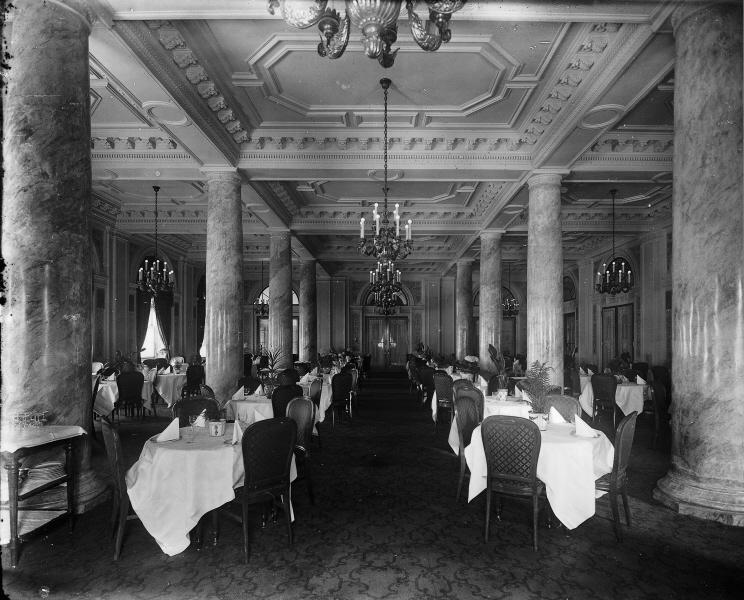
Salle à manger (1916).
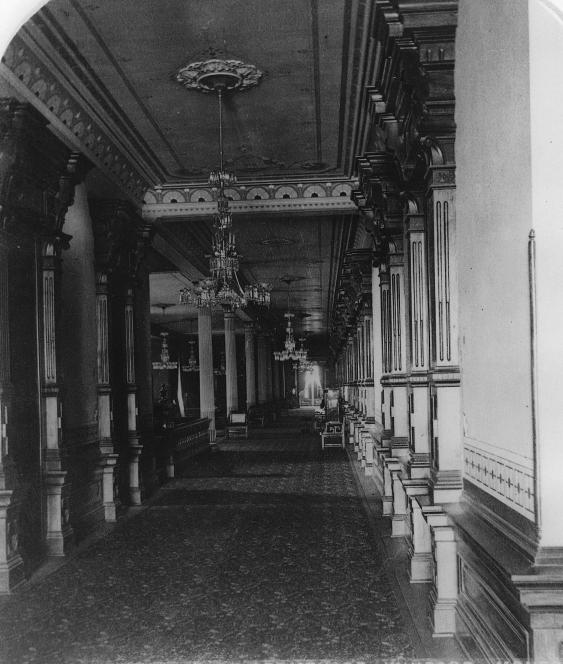
Grande Promenade (1878).
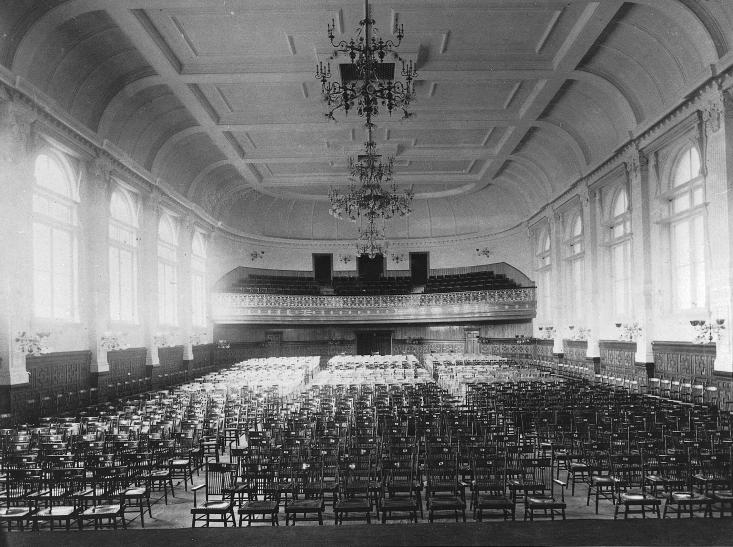
Concert Hall (1890).
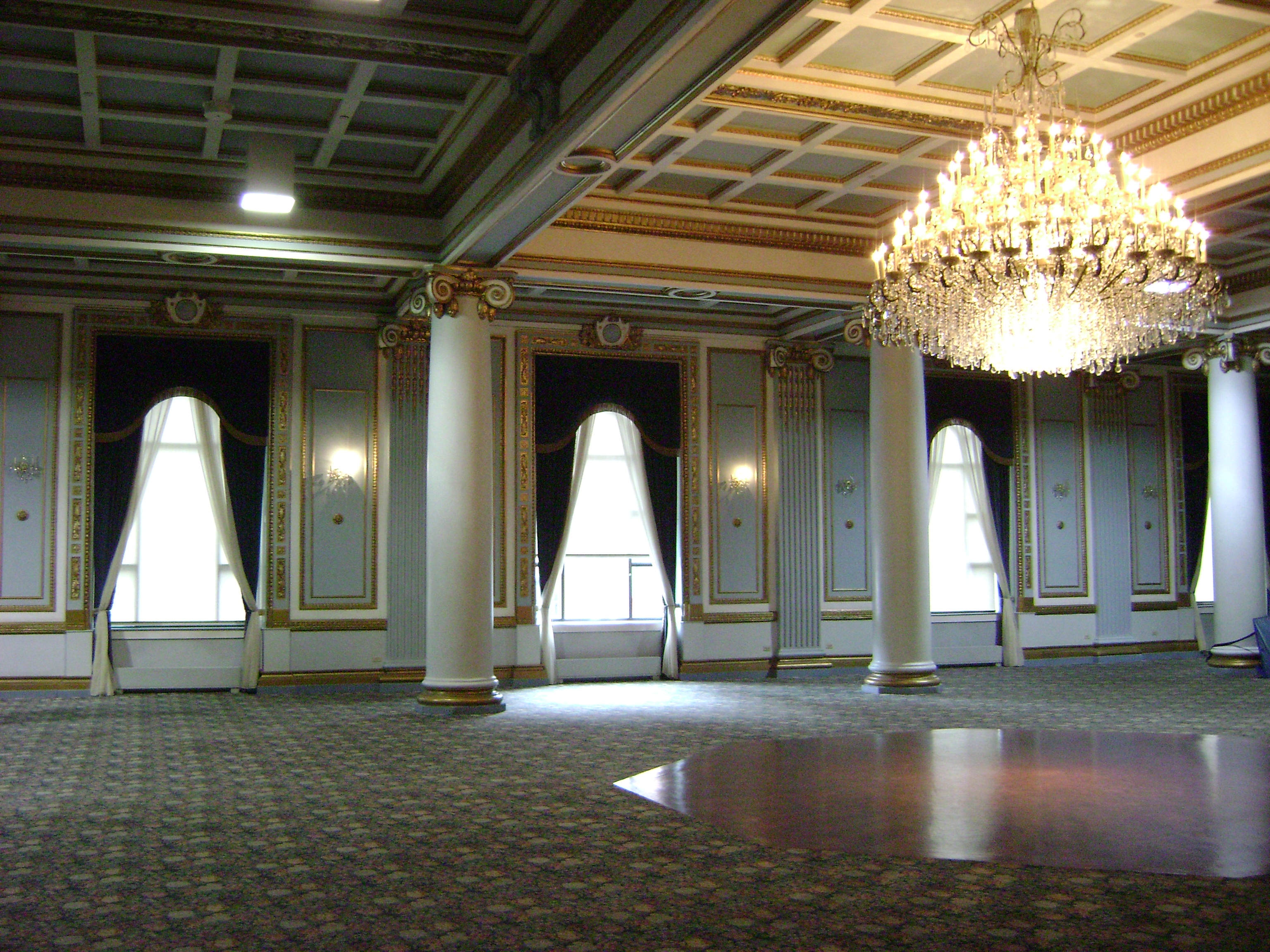
Salle de bal dite « Versailles ».
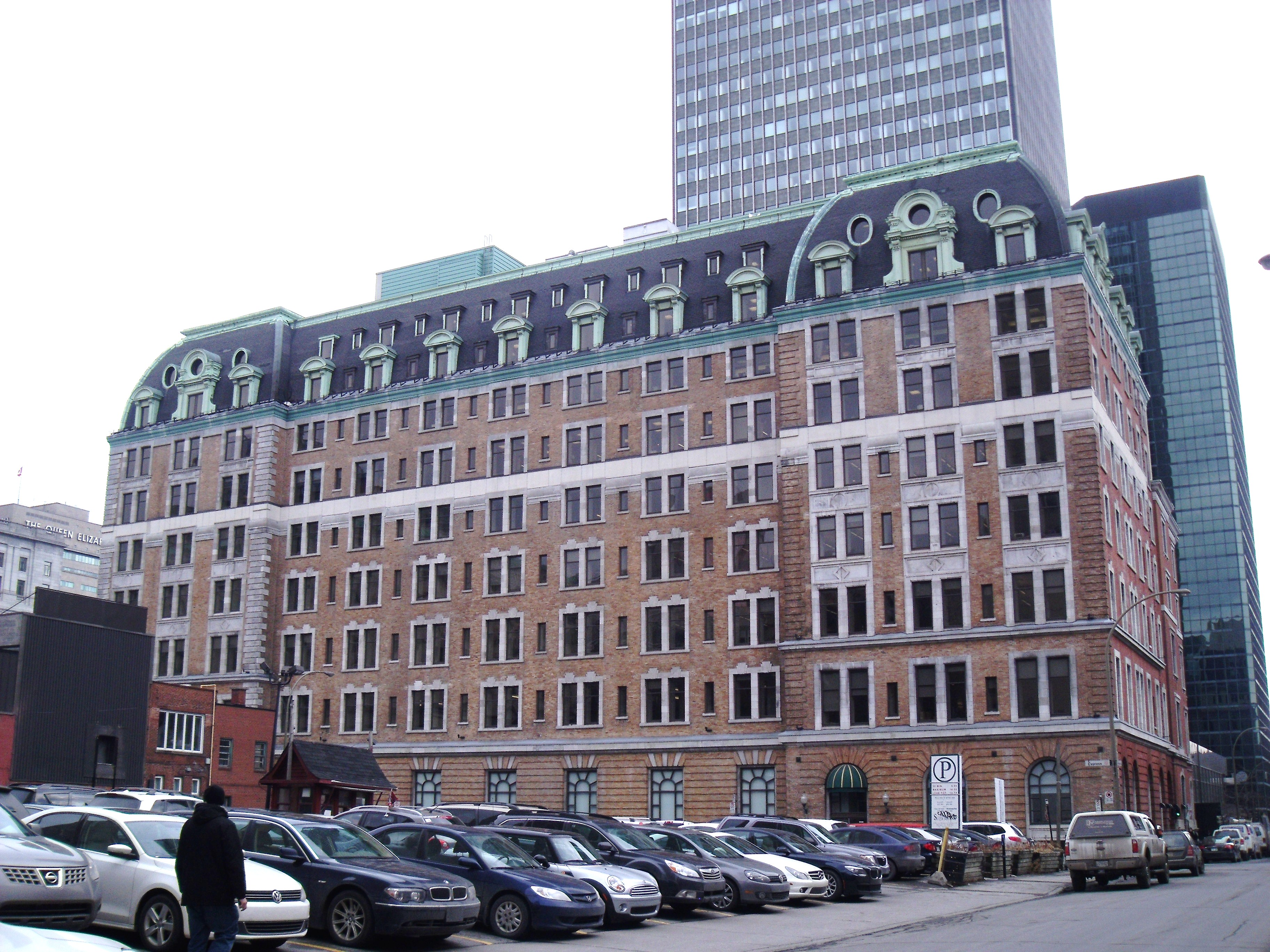
L'annexe nord (2012).